# Anatomie Robert-Koch-Straße 8

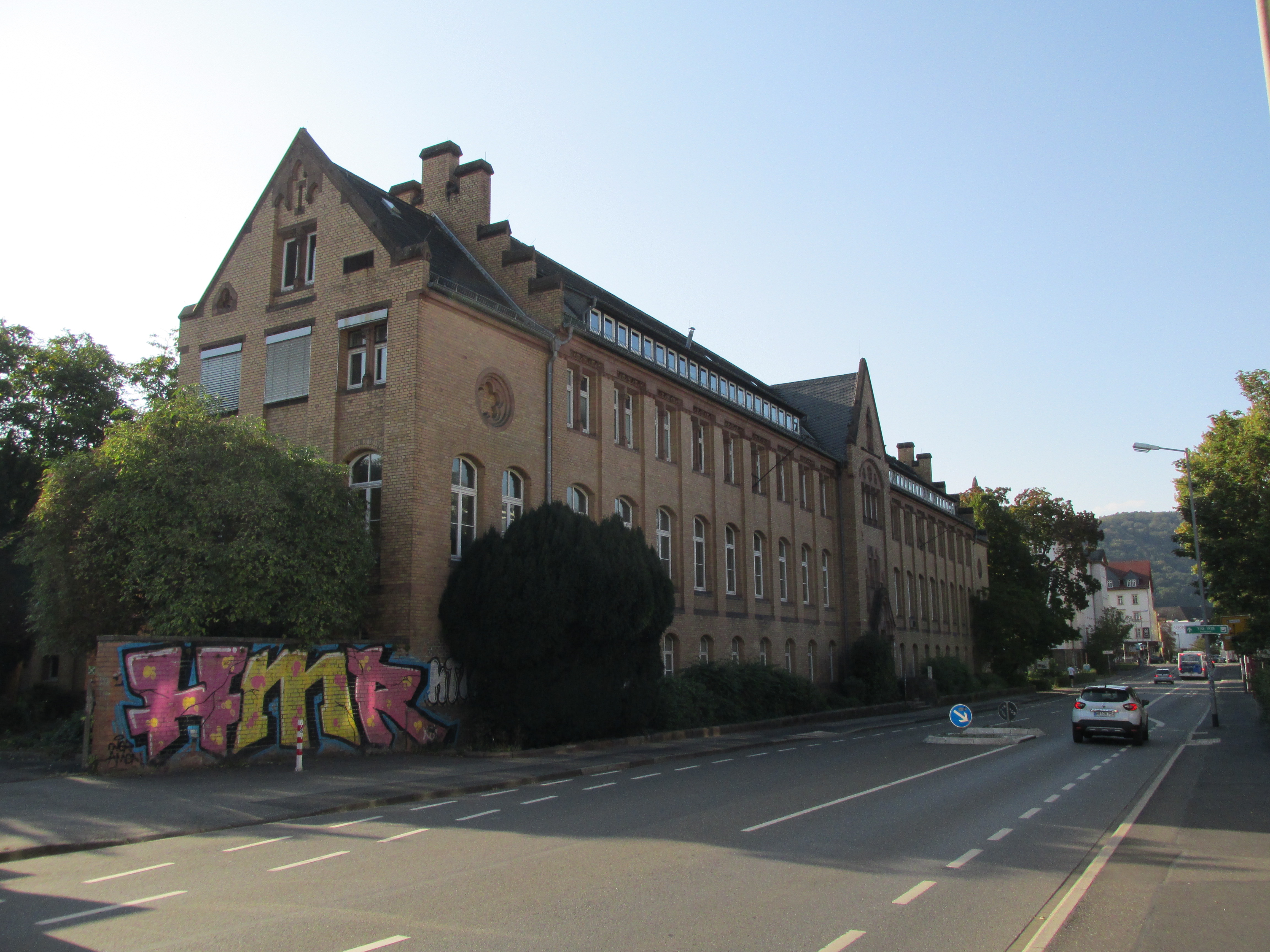
Das Gebäude

Die Anatomie Robert-Koch-Straße 8 in Marburg ist ein historisches Universitätsgebäude der Philipps-Universität Marburg. Es wurde zwischen 1899 und 1902 erbaut und zählt zu den bedeutenden Bauwerken der universitären Medizinarchitektur des ausgehenden 19. Jahrhunderts.

## Geschichte
Der Bau des Anatomischen Instituts begann im Sommer 1899 unter der Leitung des königlichen Kreisbauinspektors Bernhard Zölffel und nach den Vorstellungen des damaligen Direktors der Anatomie Emil Gasser. Am 1. April 1901 konnte das Hauptgebäude in Benutzung genommen werden, während die rückwärtigen Bauten mit Leichenkeller, Seziersaal, Hörsaal sowie dem Tierstall- und Mazerationsgebäude am Mühlgraben bis 1902 fertiggestellt wurden.
Während des Zweiten Weltkriegs wurden Teile des Gebäudes durch Bomben beschädigt, darunter der Hörsaal im Frühjahr 1945. Nach der Besetzung Marburgs durch amerikanische Truppen ging ein großer Teil der Einrichtung verloren oder wurde beschädigt. In den ersten Nachkriegsjahren wurden kleinere Instandsetzungsmaßnahmen durchgeführt. 1968/69 erfolgte eine umfassende Renovierung und Modernisierung, einschließlich der Aufstockung des Zwischenbaus mit Seminarsaal, der Modernisierung der Seziersäle, der Umstellung der Heizung auf Warmwasser und der Anlage eines neuen Zugangs für die Studierenden.

## Architektur
Das langgestreckte Hauptgebäude entlang der Robert-Koch-Straße ist ein zweigeschossiger Backsteinbau in neogotischer Formensprache, ergänzt durch Sandsteinverzierungen. Ein giebelbekrönter Mittelrisalit mit Kreuzblume bildet das zentrale Gestaltungselement, seitlich rahmen Treppengiebel den Kernbau. Die Fassadengliederung folgt einem 9:1:9-Rhythmus über 19 Achsen. Das Sockelgeschoss und das 1. Obergeschoss weisen Stichbogenfenster auf, während das 2. Obergeschoss Fenster mit geraden Stürzen und eingestellten Säulchen zeigt. Pilaster fassen das 1. und 2. Obergeschoss zusammen, das Dach ist ein verschiefertes Satteldach mit langgezogenen Schleppgauben seitlich des Mittelrisalits.
Der hintere Gebäudekomplex beherbergte Hörsaal, Leichenkeller und Seziersaal. Ein Zwischenbau verbindet Haupt- und Hintergebäude. Das Gebäude ist Bestandteil des ehemaligen Klinikviertels entlang der Robert-Koch-Straße und besitzt große straßenbildprägende Wirkung. Aus geschichtlichen und städtebaulichen Gründen ist es als Kulturdenkmal ausgewiesen.

## Bedeutung und Nutzung
Das Anatomische Institut war ursprünglich Musterbeispiel für funktionale, technische und ästhetische Effizienz der preußischen Bauverwaltung. Heute beherbergt es das Institut für Anatomie und Zellbiologie der Philipps-Universität Marburg. Die Nutzung des Gebäudes hat sich im Laufe der Zeit verändert, unter anderem durch Neubauten auf den Lahnbergen, die modernere Anforderungen an Forschung und Lehre abdecken. Nach einem geplanten kompletten Neubau der Anatomie sollen geistes- und sozialwissenschaftliche Fächer in das Gebäude einziehen.